# بريان وارتون
بريان وارتون (بالإنجليزية: Bryan Wharton)‏ هو صحفي ومصور بريطاني، ولد في 1939.

## وصلات خارجية
- الموقع الرسمي